# イギリス室内管弦楽団
イギリス室内管弦楽団（英語: English Chamber Orchestra）は、ロンドンを拠点とする室内オーケストラ。

## 沿革・概要
1948年にローレンス・レナードおよびアーノルド・ゴールズブロウによって創設されたゴールズブロウ管弦楽団を母胎とし、1960年に初めてバロック音楽以外をレパートリーに取り上げたのを機に、現在の名称に改められた。だが演奏曲目は依然として、モーツァルトの時代に意識的に倣ったアンサンブルの規模を考えて選ばれている。
改称から間もなく、オールドバラ音楽祭と密接なつながりを持つようになり、ベンジャミン・ブリテンのオペラ『夏の夜の夢』『カーリュー・リヴァー』などを初演している。またブリテンの指揮により、たびたび録音を行なった。とりわけモーツァルトの交響曲第25番と第40番の録音は秀演として有名である。

さらに、ダニエル・バレンボイム、内田光子、マレイ・ペライアと共にモーツァルトのピアノ協奏曲全集を3度完成させ世界の注目を集めた。

## 指揮者
1985年にジェフリー・テイトが初代首席指揮者に就任するまでは常任指揮者がいなかったが、レイモンド・レッパードやコリン・デイヴィス、ダニエル・バレンボイムらの著名な客演指揮者と共演を続けていた。2000年にラルフ・ゴトーニが首席指揮者に任命され、2009年からは ポール・ワトキンスが音楽監督を務める。